# Trương Tiểu Phỉ
Trương Tiểu Phỉ (tiếng Trung: 张小斐, bính âm: Zhāng Xiǎofěi) là một nữ diễn viên, nghệ sĩ hài người Trung Quốc. Năm 2021, cô đoạt giải thưởng Kim Kê cho nữ diễn viên chính xuất sắc nhất với vai nữ chính phim Xin chào, Lý Hoán Anh.

## Tiểu sử
Năm 1997, Trương Tiểu Phỉ theo học khoa vũ đạo tại trường Đại học Dân tộc Nội trú Trung ương. Năm 2001, Trương Tiểu Phỉ gia nhập Đoàn nghệ thuật Cảnh sát Vũ trang Trung Quốc, 4 năm sau cô được nhận vào Khoa Biểu diễn của Học viện Điện ảnh Bắc Kinh trở thành bạn cùng lớp của Dương Mịch, Viên San San, Tiêu Tuấn Diễm,...
Năm 2009, sau khi tốt nghiệp hạng nhất chuyên ngành của mình, Trương Tiểu Phỉ gia nhập Đoàn Nghệ thuật quảng bá Trung Quốc, nhận Phùng Củng làm thầy đồng thời quen biết với 1 học trò khác là Giả Linh. Với sự giúp đỡ của Gia Linh, Trương Tiểu Phỉ dần dần chuyển hình thành một diễn viên hài. Năm 2016, Giả Linh thành lập Công ty giải trí văn hóa Đại Oản, Trương Tiểu Phỉ trở thành nghệ sĩ đầu tiên ký kết hợp đồng với công ty.
Năm 2021, nhờ thành công từ vai diễn Lý Hoán Anh trong bộ phim điện ảnh Xin chào, Lý Hoán Anh cô đã mang về cho mình giải thưởng Kim Kê cho nữ diễn viên chính xuất sắc nhất.

## Tác phẩm

### Phim truyền hình
| Năm  | Tựa                        | Vai diễn      | Chú thích |
| ---- | -------------------------- | ------------- | --------- |
| 2006 | Phong Hỏa Tuế Nguyệt       | Lâm Tiểu Đồng |           |
| 2009 | Ngưỡng giác                | Liễu Liễm     |           |
| 2009 | Huân chương                | Tứ muội       |           |
| 2010 | Đội Cảm Tử                 | Thư Nhã Khiết |           |
| 2011 | Thiên Hành Kiện            | Tống Huệ Mẫn  |           |
| 2012 | Độc Thứ                    | Mai Mai       |           |
| 2012 | Lưu Bá Thừa Nguyên Soái    | Tra Hiểu Anh  |           |
| 2013 | Liệt Diễm                  | Lưu Nhã Lệ    |           |
| 2014 | Tình Yêu Thứ 3             | Tôn Hiểu Liên | Khách mời |
| 2014 | Mã Hướng Dương Hạ Hương Ký | Tề Hòe        |           |
| 2016 | Nhược Thị Như Thử          |               |           |
| 2017 | Bất trang 3                |               |           |
| 2020 | Hoan Hỉ Liệp               | Trân Bảo      |           |
| 2023 | Chuyện Tốt Thành Đôi       | Lâm Song      |           |

### Phim Điện ảnh
| Năm  | Tựa                                    | Vai diễn     | Chú thích |
| ---- | -------------------------------------- | ------------ | --------- |
| 2009 | Thôn Học Đích Đông Thiên               | Tuệ Tuệ      |           |
| 2010 | Đại Bính Đích Toa Sĩ Bỉ Á              | Trương Nhiên |           |
| 2011 | Phi Thiên                              | Chu Hiểu Tô  |           |
| 2016 | Phích Lịch Tái Hiện                    | Mễ Lạp       |           |
| 2018 | Hạnh Phúc Mã Thượng Lai                | Lộ Lộ        |           |
| 2019 | Du Nhiên Kiến Nam Sơn                  | thôn Hoa     |           |
| 2020 | Điện Từ Vương Chi Phích Lịch Phụ Tử    | Mễ Lạp       |           |
| 2021 | Xin chào, Lý Hoán Anh                  | Lý Hoán Anh  | Vai chính |
| 2021 | Tôi và Bậc Cha Chú Của Tôi             |              |           |
| 2022 | Hoán Đổi Cuộc Đời/ 交换人生.           | Kim Hảo      |           |
| 2023 | Giải Cứu Kẻ Tình Nghi                  | Trần Trí Kỳ  | Vai chính |
| 2024 | Nhiệt Lạc Cổn Thang (Cay Nóng Hôi Hổi) |              |           |

### Chương trình tạp kỹ
- 2014 - Hãy cùng nhau cười
- 2015 - Hài kịch mùa xuân
- 2015 - Hoan nhạc hỉ kịch nhân
- 2016 - Hoan nhạc hỉ kịch nhân
- 2016 - Hỉ kịch tổng động viên
- 2016 - Kim dạ bách nhạc môn
- 2017 - Hoan nhạc hỉ kịch nhân
- 2017 - Tiên trù đương đạo
- 2017 - Khai tâm câu nhạc bộ
- 2018 - Ngã tựu thị diễn viên
- 2017 - Khai tâm câu nhạc bộ
- 2020 - Vương bài đối vương bài
- 2021 - Trốn thoát khỏi mật thất
- 2023 - Vương Bài Đối Vương Bài

## Giải thưởng và đề cử
| Năm  | Giải thưởng                              | Hạng mục                                                           | Phim                  | Kết quả   |
| ---- | ---------------------------------------- | ------------------------------------------------------------------ | --------------------- | --------- |
| 2021 | Giải Kim Kê lần thứ 34                   | Nữ diễn viên chính xuất sắc nhất                                   | Xin chào, Lý Hoán Anh | Đoạt giải |
| 2021 | Giải Hoa Đỉnh lần thứ 30                 | Nữ diễn viên chính xuất sắc nhất hạng mục phim điện ảnh Trung Quốc | Xin chào, Lý Hoán Anh | Đề cử     |
| 2021 | Liên hoan phim Quốc tế Ma Cao lần thứ 13 | Nữ diễn viên chính xuất sắc nhất                                   | Xin chào, Lý Hoán Anh | Đề cử     |
| 2021 | Liên hoan phim Quốc tế Ma Cao lần thứ 13 | Nữ diễn viên được yêu thích nhất                                   | Xin chào, Lý Hoán Anh | Đoạt giải |